# خوالد الحارثی
خوالد الحارثی (انگلیسی: Khuwaled Al-Harthi) تیرانداز اهل عربستان سعودی بود. وی در بازی‌های المپیک تابستانی ۱۹۸۴ شرکت کرده‌است.